# Груба Борша
Груба Борша (словац. Hrubá Borša) — село, громада округу Сенець, Братиславський край, південно-західна Словаччина. Кадастрова площа громади — 5,85 км².
Населення 1073 особи (станом на 31 грудня 2017 року).

## Історія
Груба Борша згадується в 1244 році.

## Населення
| Рік:            | 1994. | 2004.    | 2014.    | 2024.     |
| --------------- | ----- | -------- | -------- | --------- |
| Кількість осіб: | 327   | 386      | 623      | 1739      |
| Різниця:        |       | +18,04 % | +61,39 % | +179,13 % |

| Рік:            | 2023. | 2024.   |
| --------------- | ----- | ------- |
| Кількість осіб: | 1672  | 1739    |
| Різниця:        |       | +4,00 % |